# Дусти (площадь)
Площадь «Дусти» (тадж. Майдони «Дӯстӣ») — главная площадь Таджикистана и его столицы — Душанбе. Расположена в центральной части левобережья Душанбе, в административном районе Исмаил Самани, на проспекте Рудаки.
Название площади с таджикского и персидского языков переводится как Дружба / Площадь Дружбы. С 1961 по 1991 год площадь носила имя В. И. Ленина, а с 1991 по 1997 год называлась площадью «Озоди» (с таджикского и персидского языков переводится как Свобода / Площадь Свободы).

## Характеристика
Площадь «Дусти» (Дружбы) (бывшие площади им. Ленина и «Озоди») находится в центральной части административного района Исмаили Сомони, на левобережье реки Душанбинки. Главная площадь столицы Республики Таджикистан за годы своего существования несколько раз меняла свой облик. По генеральным планам Душанбе 1966 и 1983 годов (архитекторы В. Бугаев, И. Головина, Ф. Сайфиддинов, О. Васильева, Н. Ульянова, инженер А. Соин) была спроектирована широкая зелёная эспланада, выходящая на реку Душанбинку.

## История
Главная площадь Душанбе, носившая 30 лет (в 1961—1991 годах) имя В. И. Ленина, начала формироваться в 1930-х годах. Первым её зданием было 2-х этажное здание Главпочтамта на оси проспекта им. Ленина. В 1940—1946 годах на площади строится трёхэтажное здание Дома правительства. В 1949 году в южной части площади воздвигается символ республики — обелиск-колонна с гербом Таджикской ССР (арх. С. Л. Анисимов, скульптор Б. А. Татаринова). А в 1961 году с западной стороны площади воздвигается бронзовая скульптура В. И. Ленина с правительственной трибуной (скульптор Т. Р. Полякова, А. С. Рыбин). Таким образом, завершается формирование площади Ленина. Согласно генеральному плану города Душанбе 1966 года, затем 1983 года (архитекторы В. Бугаев, И. Головина, Ф. Сайфиддинов, О. Васильева, Н. Ульянова, инженер А. Соин) была запроектирована широкая зелёная эспланада, выходящая к реке Душанбинке. После обретения независимости Республики Таджикистан в 1991 году на месте памятника Ленину появился монумент величайшего поэта Востока Фирдоуси (скульптор С. У. Курбанов, арх. Б. Абдурахманов), а площадь получила наименование «Озоди» (Свобода).
В 1997 году здесь возводится монументальный ансамбль правителя первого государства таджиков (Государство Саманидов) — Исмаилу Самани со скипетром — символом государственной власти в поднятой правой руке (высота скульптуры 13 м), получила наименование «Дусти» (Дружба). Величественность и значимость площади создаёт огромная арка со сталактитами изнутри, золотой короной на вершине и диаметром 5 м. Высота сооружения от уровня площади 43 м. Арка установлена на высокой платформе, внутри которого устроены музей-пантеон с точной копией династийного мавзолея Саманидов IX—X вв. в Бухаре и протокольного зала. С обеих сторон монумента установлены бронзовые изображения львов, символ незыблемости государства и гаранта мира и согласия в стране.
За аркой на всём протяжении эспланады устроен каскад фонтанов со свето- и цвето-музыкальными композициями. Монумент установлен в 1999 году в честь празднования 1100-летия государства Саманидов.

## Монументальный ансамбль —Исмаилу Самани
- Президент Российской Федерации Дмитрий Медведев возлагает венок к памятнику Исмаила Самани, 29 августа 2008 года
- Праздничное оформление памятника к Новрузу, 2018 год